# 月下美人 (和楽器バンドの曲)
「月下美人」（げっかびじん）は、2020年10月・11月に、NHKの音楽番組『みんなのうた』で放送された楽曲。作詞・作曲：鈴華ゆう子、編曲：町屋／和楽器バンド、歌：和楽器バンド。